# Lighthouse (음악 그룹)
Lighthouse는 2017년 싱글 [299 792 485]로 데뷔한 대한민국의 음악 그룹이다.

## 방송
- 가스펠스타C 2 (2012) - Top10

## 음반
- 가스펠스타C 시즌2 Top 10 (2012)
- 299 792 485 (2017)